# Dette posthume
Dette posthume (titre original : Debt of Bones) est un roman court écrit par Terry Goodkind et paru en 1998. Il a été publié en français dans l'anthologie de fantasy Légendes, de Robert Silverberg, en 1999, aux éditions 84. Une nouvelle traduction est disponible depuis 4 décembre 2007 chez Bragelonne, dans une édition limitée reliée, sous le titre Dette d'os.
Il peut être lue n'importe quand après La Première Leçon du sorcier.

## Résumé
Avant la création des frontières, une guerre faisait rage entre D'Hara et les Contrées du Milieu.
Zedd, le Premier Sorcier, est chargé de contrer la magie de Panis Rahl. Il y parvient assez bien, jusqu'à ce qu'une suppliante ne se présente à la Forteresse du Sorcier. La requête d'Abigail est très simple : s'acquitter d'une "dette d'os" en sauvant les habitants de son village, Cosney-le-Gué, du joug des d'harans, et sauver sa fille. Ce n'est pas une dette aisément remboursable : si Zedd échoue, il pourrait perdre la guerre contre D'Hara.

## Personnages principaux
- Abigail
- Zeddicus Zul'Zorander
- Mariska
- Delora
- Jana
- Anargo